# Кенданг
Кенданг е музикален перкусионен инструмент от групата на мембранофонните инструменти.
Състои се от кух продълговат дървен корпус, който се стеснява в двата края, и от две мембрани, традиционно изработвани от козя или бизонова кожа.
Кожите са свързани помежду си и съответно опънати към корпуса с ратанови струни. Двата отвора не са абсолютно еднакви: единият отвор е по-голям и кожата, опъната на него, звучи по-ниско, а другата – по-високо. Отворът с по-ниско звучащата кожа се поставя от дясната страна.
Изпълнителите на кенданг свирят седнали по турски на земята, като инструментът е разположен водоравно.
Кенданг е основният мембранофонен инструмент, използван в перкусионните оркестри гамелан, характерни за островите Ява и Бали. В Бали корпусът на кенданг е правилен цилиндър.